# Margaret Murray
Margaret Alice Murray (Calcuta, India, 13 de julio de 1863 - 13 de noviembre de 1963) fue una antropóloga Anglo-india prominente. En enero de 1894 inició sus estudios de egiptología especializándose en escritura jeroglífica en la Oxford University lo que la convertiría en la primera mujer egiptóloga. Fue la primera mujer en ser nombrada profesora de arqueología en el Reino Unido, trabajó en el University College London (UCL) de 1898 a 1935. Fue presidenta de la Folklore Society desde 1953 hasta 1955, y publicó ampliamente en el transcurso de su carrera. Incapaz de regresar a Egipto debido a la Primera Guerra Mundial, centró su investigación en la hipótesis del culto de las brujas, la teoría de que los juicios de la primera cristiandad moderna eran un intento de extinguir una religión pagana precristiana sobreviviente dedicada al Dios Cornudo. Aunque más tarde se desacreditó académicamente, la teoría ganó amplia atención y demostró una influencia significativa en el nuevo movimiento religioso emergente de la Wicca.
Murray también se involucró estrechamente en el movimiento sufragista, se unió a la Unión Social y Política de las Mujeres de Inglaterra (WSPUS) y dedicó mucho tiempo a mejorar el estatus de las mujeres en UCL. De 1921 a 1931 Murray emprendió excavaciones de sitios prehistóricos en Malta y Menorca y desarrolló su interés por la folclorismo. Galardonada con un doctorado honorario en 1927, fue nombrada profesora asistente en 1928 y se retiró de UCL en 1935. Ese año visitó Palestina para ayudar a Petrie a excavar Tall al-Ajjul y en 1937 dirigió una pequeña excavación en Petra en Jordania. Asumiendo la presidencia de la Folklore Society en su vida posterior, dio clases en instituciones como la Universidad de Cambridge y el City Literary Institute, y continuó publicando en forma independiente hasta su muerte.

## Biografía
Asistió al University College de Londres y fue una estudiante de lingüística y antropología. Fue también una pionera en la campaña de lucha por los derechos de las mujeres. Margaret Murray acompañó al renombrado egiptólogo Sir William Flinders Petrie, en varias excavaciones arqueológicas en Egipto y Palestina a finales de 1890.
Su trabajo y asociación con Petrie le garantizó un empleo en el University College como conferenciante menor. El texto más conocido y controvertido de Murray, The Witch-Cult in Western Europe, fue publicado en 1921. Fue nombrada Profesora Asistente de Egiptología en el University College de Londres en 1924, un puesto que mantuvo hasta su jubilación en 1935. En 1926, se afilió al Instituto Real de Antropología de Gran Bretaña. Murray fue nombrada presidente de la Folklore Society en 1953. Diez años más tarde y cuando ya había cumplido 100 años, Margaret Murray publicó su trabajo final, una autobiografía titulada My First Hundred Years (1963). Más tarde, ese mismo año, murió de causas naturales.
"Conocí a Margaret Murray ese año, en 1963. Fue una mujer de voluntad muy fuerte, aunque estaba la mayor parte del tiempo en cama. En el espacio de algunos meses instiló en mí un amor por la egiptología que ha resultado ser una pasión de toda la vida ", Tim Walker.

## Las teorías de brujería de Murray
"Witch Cult in Western Europe" de Murray, publicada en 1921, y escrita durante un período en el que no le era posible realizar trabajo de campo en Egipto, diseñó los elementos esenciales de su tesis sobre que una resistencia pagana desconocida para la Iglesia Cristiana existió en Europa. Los paganos supuestamente se organizarían en covens de trece adoradores, dedicados a un dios masculino. Murray sostuvo que esas creencias paganas y esa religión, que iría desde el periodo neolítico hasta el período medieval, practicaban en secreto sacrificios humanos hasta ser expuestos por las cacerías de brujas, alrededor de 1450. A pesar de la naturaleza sangrienta del culto descrito por Murray, era atractivo por su punto de vista sobre la importancia de la libertad de la mujer, su sexualidad manifiesta y su resistencia a la opresión de la iglesia. Las ideas de Murray pueden ser atribuidas a la popularidad del concepto conservador de una Inglaterra romántica en reacción al modernismo y los horrores de la Primera Guerra Mundial.
Las teorías de Murray fueron criticadas por historiadores de la brujería, como C. L. Ewen, quien las llamó "disparates insípidos". Desde que las revisiones académicas salieron a la luz en publicaciones oscuras, un análisis crítico del trabajo de Murray a menudo ha fracasado en influenciar la recepción de sus libros. Generalmente se acuerda que las ideas de Murray, a pesar de estar bien expresadas, son el resultado de una mala interpretación y exageración de evidencia limitada tomada de fuentes no confirmadas. Murray ha sido también acusada de falsificar algunos documentos. La vista clásica de sus teorías, ejemplos priorizantes de citas seleccionadas para apoyar sus tesis, pueden ser encontrados en el libro de Norman Cohn, "Europe's Inner Demons". Ningún historiador o estudioso alguna vez ha desafiado las conclusiones de Cohn. Historiadores notables que rechazan las ideas de Murray incluyen a Ronald Hutton, G. L. Kitteredge, Keith Thomas, Gustav Henningsen, Jesús M. Usunáriz y muchos otros. El Profesor J. B. Russell resume su posición:
«La escolaridad histórica moderna rechaza la tesis Murray con todas sus variantes. Los estudiosos han ido demasiado lejos en su retirada de Murray, ya que muchos fragmentos de religión pagana ciertamente aparecen en la brujería medieval. Pero el hecho de que la tesis Murray es del todo inaceptable se mantiene. El argumento de la supervivencia de cualquier culto coherente de fertilidad desde la antigüedad a través de la Edad Media hasta el presente está plagado de falacias.»

## Crítica de las teorías de Murray
Las ideas originales de Murray fueron fuertemente influenciadas por las ideas del antropólogo Sir James Frazer, que, en La Rama Dorada, detalló su propuesta de una supuesta creencia mundial en un rey sagrado que fue sacrificado. Las ideas de Frazer, a este respecto, no han superado la prueba del tiempo, y los antropólogos modernos generalmente las critican como excesivamente reduccionistas.
Las fuentes de Murray en general eran limitadas: "Algunos trabajos conocidos por demonologistas, algunos extractos impresos en Inglaterra y un gran número de juicios sobre brujería escoceses publicados. Una cantidad mucho mayor de evidencia no publicada fue absolutamente ignorada" (Hutton, 1991)
Un ejemplo de la cuestionable metodología de Murray se encuentra en su concepto de covens con trece miembros: cita una sola referencia escocesa de miles de juicios de brujería, y en la búsqueda de otros covens de trece miembros, excluyó, acusó o añadió individuos hasta que un total de trece fuera alcanzado por cualquier grupo. Por ejemplo, de los indicados en los juicios de brujería de Aberdeen de 1597, veinticuatro fueron quemados como brujas y otros siete desaparecieron. Murray listó sólo a veintiséis de los acusados para hacer dos covens de trece. De los catorce acusados de brujería en Saint Osyth, dos fueron colgados. Murray, sin embargo, lista sólo a trece personas para hacer un coven.
También extrajo porciones de información para satisfacer sus fines. Sus citas de testimonio de los acusados enfatizaron el detalle prosaico de descripciones, mientras omitían los elementos fantásticos: omitió líneas donde las supuestas brujas dijeron que volaban para asistir a las reuniones, o se transformaban en animales, o reportaron que el diablo desaparecía y reaparecía repentinamente. Según Kitteredge y otros historiadores, la obsesión europea por los sabbat apenas se presentó en los juicios de brujería en Inglaterra, pero Murray afirmó que era universal.
Murray propuso la existencia de un efectivo movimiento clandestino de resistencia a la iglesia medieval, pero algo de esto parece improbable, como el que su hegemonía política fuese tan profunda. La cosmovisión de la iglesia estaba tan establecida que no dejaba lugar a otro tipo de ideas, ya que sus principios eran completamente dados por supuesto. Evidencias del periodo medieval demuestran que algunas pequeñas sectas heréticas fueron encontradas y aplastadas. El hecho de que el supuesto culto secreto expandido en toda Europa sobreviviera sin ser detectado hasta mediados del siglo XV, como plantea Murray, parece improbable.
Quizá más dudosamente, Murray decidió que la evidencia dada en los juicios de las cacerías de brujas, evidencia frecuentemente obtenida bajo amenaza o tortura, fue exacta, porque su consistencia le parecía ser la evidencia del sistema coherente de creencias que ella proponía. Muy probablemente, sin embargo, los inquisidores formulaban preguntas dirigidas hasta que obtenían la respuesta que deseaban, para así poder ejecutar o condenar al acusado. El sistema coherente que ella encontró era parcialmente eso que la brujería satánica registra en libros como el Malleus Maleficarum, que insistió en que las brujas dirigieron sacrificios humanos y orgías sexuales, acusaciones con las cuales Murray parcialmente estuvo de acuerdo. F. A Campagne sugiere que Murray estaba equivocada pues dio demasiada importancia a la cuestión romántica de la fertilidad.